# Боголюбовка (Біжбуляцький район)
Боголю́бовка (рос. Боголюбовка, башк. Боголюбовка) — присілок у складі Біжбуляцького району Башкортостану, Росія. Входить до складу Дьомської сільської ради.
Населення — 158 осіб (2010; 201 в 2002).
Національний склад:
- росіяни — 68 %